# TWILIGHT EXPRESS 미즈카제
TWILIGHT EXPRESS 미즈카제(영어: Twilight Express Mizukaze, 일본어: TWILIGHT EXPRESS 瑞風) 또는 서일본여객철도 87계 전동차(일본어: 87系)는 2017년 6월에 신설된 관광열차로 2015년까지 운행했던 트와일라이트 익스프레스의 후속으로 신설되었다. 이 열차는 가와사키 중공업, 긴키 산요가 제조했다.

## 같이 보기
- 조이풀 트레인